# Pharsalia claroides
Pharsalia claroides är en skalbaggsart som beskrevs av Stefan von Breuning 1958. Pharsalia claroides ingår i släktet Pharsalia och familjen långhorningar. Inga underarter finns listade i Catalogue of Life.